# Gregory Obinna Ochiagha
Gregory Obinna Ochiagha (* 31. August 1931 in Ibeme; † 29. Dezember 2020 in Enugu) war ein nigerianischer Geistlicher und römisch-katholischer Bischof von Orlu.

## Leben
Gregory Obinna Ochiagha empfing nach seiner theologischen Ausbildung durch Anthony Gogo Nwedo CSSp, Bischof von Umuahia, am 31. Juli 1960 die Priesterweihe. Er war einer der ersten Studenten am All-Hallows-Seminar in Onitsha im nigerianischen Bundesstaat Anambra. Ochiagha wurde an der Katholischen Universität von Amerika in Washington, D.C. in den USA promoviert.
Während des Bürgerkriegs, der zwischen 1967 und 1970 als Biafra-Krieg bekannt wurde, wurde er von den örtlichen Bischöfen ernannt, um mit der Regierung von Biafra zusammenzuarbeiten. Er war der einzige beteiligte Priester, der sich mit der Delegation aus Nigeria in Lomé, Togo, zu einem Friedensgespräch und einer Wiederherstellung der politischen Verhältnisse zwischen Nigeria und Biafra traf.
Nach dem Krieg war er von 1970 bis 1972 Kommunikationsdirektor des Erzbistums Onitsha. Fünf Jahre lang war er Rektor des Priesterseminars Immaculate Conception Seminary in Ahiaeke Umuahia im Bundesstaat Abia. Er gehörte zu den Wiederbegründern des Bigard Memorial Seminary in Enugu und war als Rektor sowie Professor am Big Memorial-Seminary in Ikot Ekpene tätig.
Papst Johannes Paul II. ernannte ihn am 29. November 1980 zum Bischof von Orlu. Die Bischofsweihe spendete ihm der Papst persönlich am 6. Januar des darauffolgenden Jahres im Petersdom; Mitkonsekratoren waren Giovanni Canestri, Weiherzbischof ad personam in Rom, und Belchior Joaquim da Silva Neto CM, Bischof von Luz.
Ochiagha hatte zahlreiche Ämter inne, darunter den Vorsitz der Liturgiekommission der Katholischen Bischofskonferenz von Nigeria, Vorsitz der Seminarkommission für das Erzbistum Onitsha und Vorsitzender der Seminarkommission im Bistum Owerri. Er war verantwortlich für die Durchführung des Nationalen Eucharistischen Kongresses in Jos 1983 und des Zweiten Nationalen Eucharistischen Kongresses in Owerri 1993.
Am 25. März 2008 nahm Papst Benedikt XVI. seinen altersbedingten Rücktritt an.